# Jezioro Binowskie
Jezioro Binowskie (niem. Binower See) – jezioro bezodpływowe w Polsce, położone w województwie zachodniopomorskim, w powiecie pyrzyckim, w gminie Stare Czarnowo, na zachód od wsi Binowo. Akwen znajduje się w południowo-zachodniej części Puszczy Bukowej. Według regionalizacji fizycznogeograficznej Polski jezioro leży w północnej części Równiny Wełtyńskiej.

## Charakterystyka
Jego powierzchnia wynosi 52,4 ha (według różnych źródeł też 59 i 68 ha), z czego 1,7 ha zajmuje roślinność wynurzona. Brzegi od zachodu suche i zalesione, od północnego wschodu częściowo podmokłe, zarastające trzciną i szuwarami. Bogata flora i fauna. Dawniej posiadało idealnie czystą wodę, w której występowały bardzo rzadkie gatunki roślin, m.in. jezierza giętka i brzeżyca jednokwiatowa. Z tego powodu projektowano tu stworzenie rezerwatu przyrody. Ramienice, duże glony osiadłe na dnie, wciąż jeszcze tworzą rozległe łąki.
W badaniach z 1996 wody jeziora zakwalifikowano do II klasy czystości oraz do III kategorii podatności na degradację.
Jezioro słynęło z wyjątkowej obfitości ryb i raków. Akwen nadal jest atrakcyjny dla wędkarzy: były tu wszystkie gatunki ryb jeziornych, m.in. węgorz. Jednakże postępujące zanieczyszczenie wody powoduje nieodwracalne szkody, np. ostatnio wyginęła sieja i sielawa.
Wokół jeziora szlaki turystyczne w kierunku Szczecina, Gryfina i Chlebowa (wszystkie krzyżują się w Binowie). Na zachodnim brzegu plaża i ośrodki wypoczynkowe.